# Puppet
Puppet (маріонетка англійською) — багатоплатформовий клієнт-серверний застосунок, який дозволяє централізовано керувати конфігурацією операційних систем та програм, встановлених на кількох комп'ютерах. Puppet написано мовою програмування Ruby.
Puppet дозволяє просто налаштувати і згодом швидко керувати майже кожною мережею на базі будь-якої операційної системи Red Hat, CentOS, Fedora, Debian, Ubuntu, OpenSUSE , Solaris, BSD, Mac OS X і Microsoft Windows (через cygwin).
Система Puppet досить поширена у світі IT, де у своїй роботі її використовують такі компанії як Google, Fedora Project, Стенфордський університет, Red Hat, Siemens IT Solution, Badoo і SugarCRM.
Puppet дозволяє автоматизувати роботу з адміністрування групи серверів, уможливлюючи централізоване керування користувачами, установку пакетів, оновлення конфігурації тощо. Вузли мережі, керовані за допомогою Puppet, час від часу опитують сервер, отримують і застосовують зміни конфігурації внесені адміністратором. Для описання конфігурації вживається особлива декларативна мова.
Схема роботи Puppet — клієнт-серверна, хоча підтримується і варіант роботи без сервера з обмеженою функціональністю. Використовується pull-модель роботи: за замовчуванням раз в півгодини клієнти звертаються до сервера за конфігурацією і застосовують її.
Наприклад у аналогічного за призначенням продукту Ansible використовується push-модель: адміністратор ініціює процес застосування конфігурації, самі по собі клієнти нічого не застосовуватимуть.
При мережевій взаємодії використовується двостороннє TLS-шифрування: у сервера і клієнта є свої закриті ключі і відповідні їм сертифікати. Щоб підключити агент до основного сервера, на агенті слід сгенерувати RSA-ключ SSL, та зробити запит до сервера на підпис ключа. В результаті на сервері з'явиться відповідний запит на підпис сертифікату, після чого його слід підписати. Після цього захищений SSL зв'язок встановлено. Зазвичай сервер випускає сертифікати для клієнтів, але в принципі можливо використання і зовнішнього CA. Завдяки цьому алгоритму взаємодії Puppet може працювати без ssh-протоколу, на відміну від Ansible.

Приклад файлу маніфеста manifest.pp: 
```
node
 
'server1.testdomain'
 
{
            
# блок конфігурації, стосується агента server1.testdomain

    
file
 
{
 
'/etc/issue'
:
               
# описуємо файл /etc/issue

        
ensure
  
=>
 
present
,
            
# файл має існувати

        
content
 
=>
 
'Debian GNU/Linux'
,
 
# файл містить текст

        
owner
   
=>
 
root
                
# власник файлу root 

    
}

}

```

Файл manifest.pp описує, що на агенті server1.testdomain має існувати файл /etc/issue з текстом 'Debian GNU/Linux'.
Агент server1.testdomain протягом пів години звернеться до сервера за конфігурацією і в результаті її застосування буде створено вказаний вище файл.

## Виноски
1. 1 2 3  xakep: ru Master of puppets: Установка и настройка системы удаленного управления конфигурацией Puppet. Архів оригіналу за 29 січня 2013. Процитовано 19 березня 2013. [Архівовано 2013-01-29 у Wayback Machine.]
2. ↑  Статья на Habrahabr.ru: «Puppet, система управления конфигурациями.» Часть I [Архівовано 12 лютого 2012 у Wayback Machine.], Часть II [Архівовано 31 січня 2012 у Wayback Machine.]
3. ↑  Из грязи в князи или массовый запуск серверов с минимумом рутины. Архів оригіналу за 17 лютого 2013. Процитовано 19 березня 2013.